# Таянды (Еманжелинский район)
Таянды — посёлок в Еманжелинском районе Челябинской области. Входит в состав Еманжелинского городского поселения.

## География
Ближайшие населённые пункты: посёлки Кленовка, Борисовка, Ключи и город Еманжелинск.

## Население
| 2002 | 2010 |
| ---- | ---- |
| 139  | ↘108 |

По данным Всероссийской переписи, в 2010 году численность населения посёлка составляла 103 человек (51 мужчина и 57 женщин).

## Улицы
Уличная сеть посёлка состоит из 2 улиц и 1 переулка.